# Macropoliana natalensis
Macropoliana natalensis là một loài bướm đêm thuộc họ Sphingidae. Nó được tìm thấy ở forests và moist woodland from KwaZulu-Natal to Ethiopia và westwards to Cameroon, Ghana và Sierra Leone.
Chiều dài cánh trước là 55–70 mm đối với con đực và 65–75 mm đối với con cái.
Ấu trùng ăn Spathodea nilotica. 